# Sukiennice
Sukiennice is de lakenhal van Krakau die zich bevindt op het centrale plein Rynek Główny. In de hoogtijdagen (15de eeuw) was het een centrum voor internationale handel. Er werden specerijen, zijde, leder en was uit het Oosten verkocht en de exportproducten textiel, lood en zout uit de Wieliczka-zoutmijn. Tegenwoordig worden er in en rond de lakenhal vooral souvenirs, sieraden en ambachtelijke producten verkocht. Op de verdieping zijn musea gevestigd.
Al in 1257 werd hier op initiatief van Bolesław V een dubbele rij marktkramen neergezet met een doorgang in het midden die 's nachts aan beide zijden werd afgesloten. De doorgang vormde een straatje in het midden van het plein. Rond 1300 werd de doorgang overdekt. Voor 1358 liet Casimir de Grote een lakenhal bouwen in gotische stijl met een lengte van 108 meter en een middenpad van 10 meter breed. De hal brandde in 1555 uit. Van 1556 tot 1559 werd een lakenhal gebouwd in renaissancestijl, die tussen 1875 en 1878 grondig verbouwd werd. 

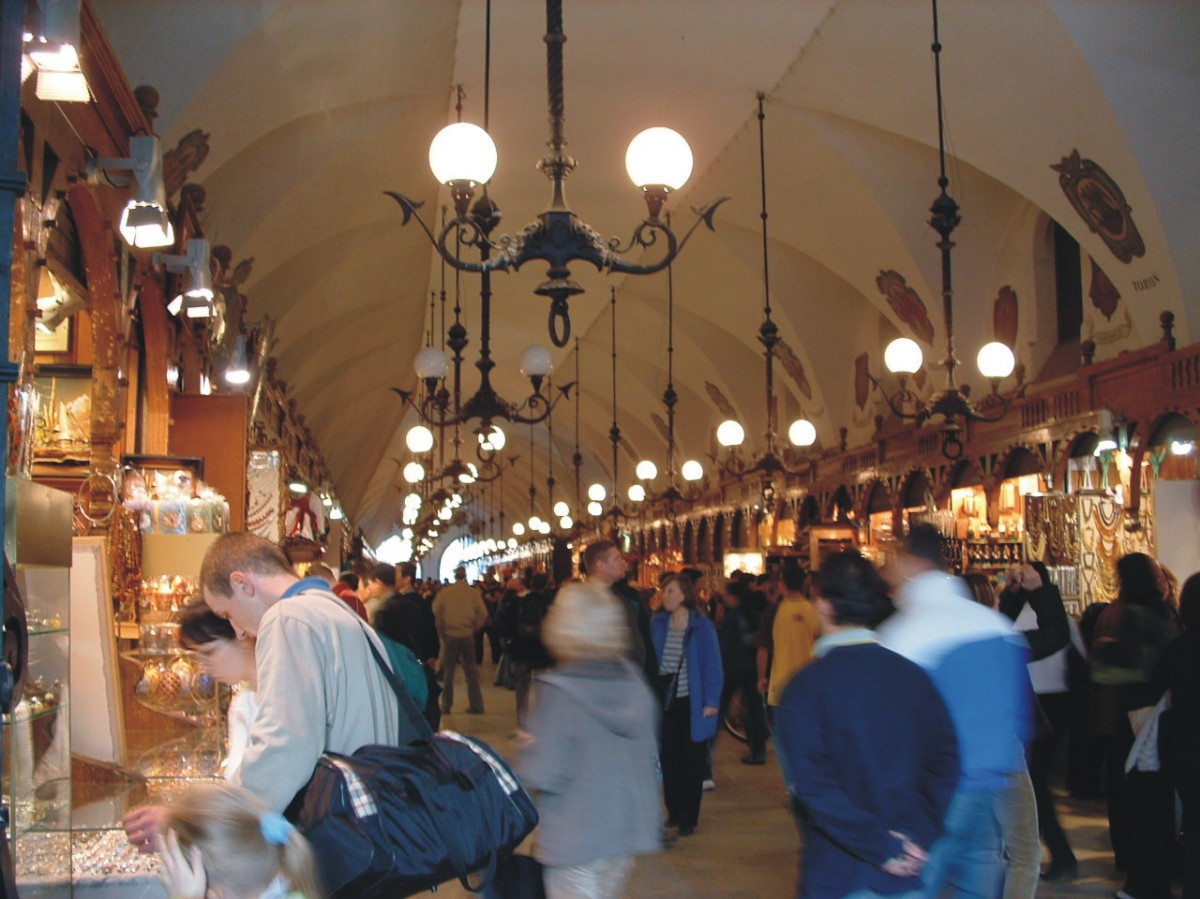
Interieur van de lakenhal met kramen
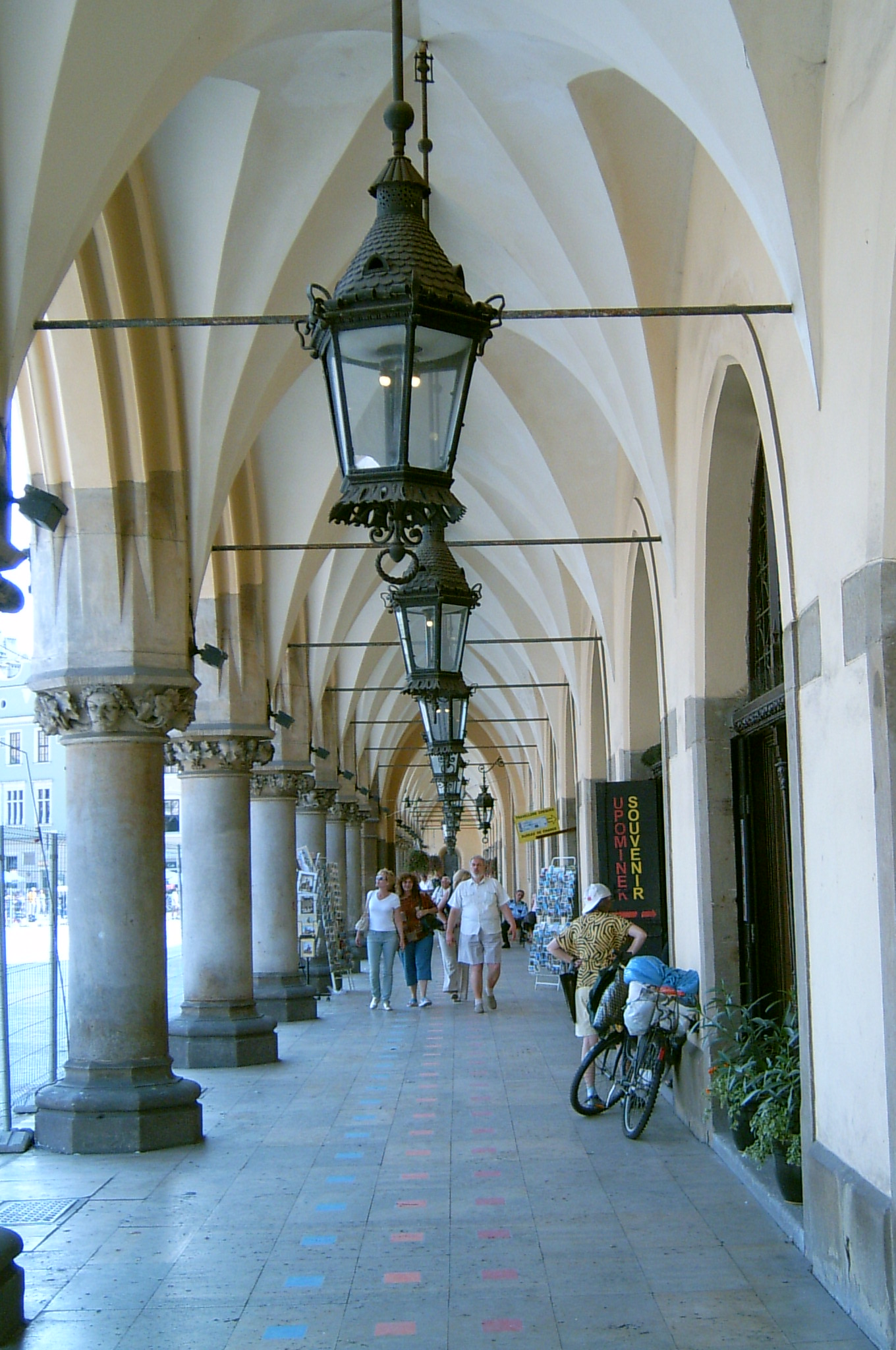
Zuilengang aan de buitenzijde
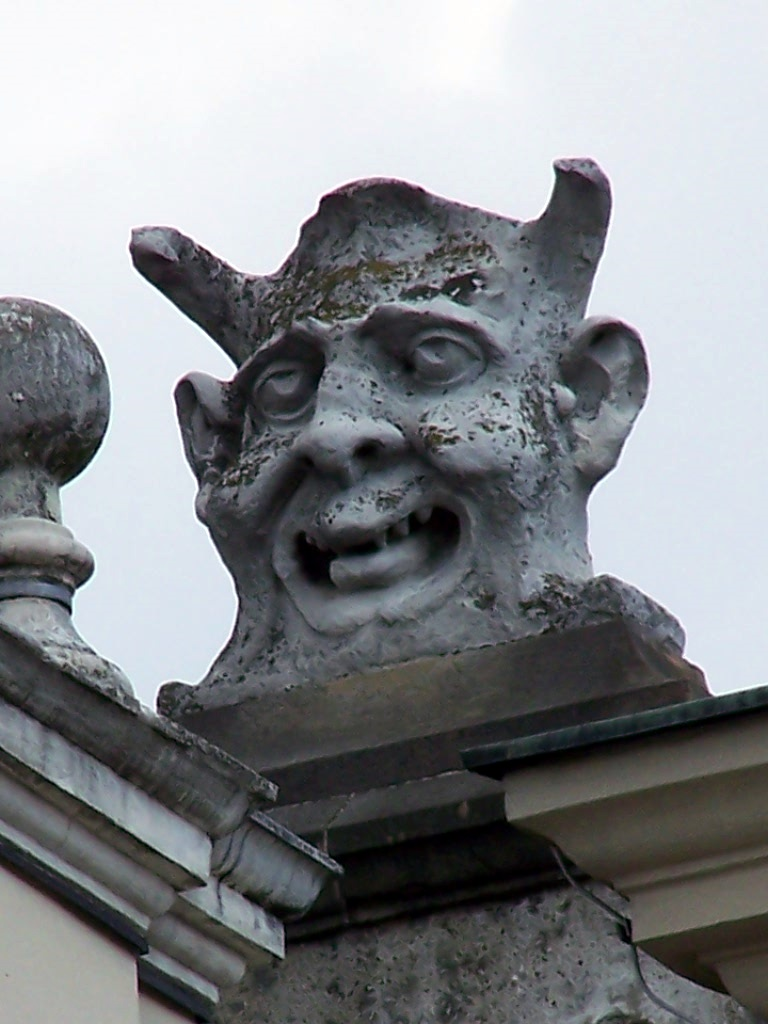
Op de  top bevinden zich maskerkoppen
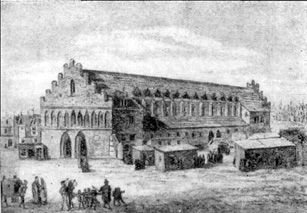
Gotische sukiennice in de 15de eeuw